# CoroCoro Comic
CoroCoro Comic (コロコロコミック KoroKoro Komikku) là tạp chí manga cho trẻ em tiếng Nhật do Shogakukan xuất bản, bắt đầu từ năm 1977. Tạp chí nhắm đến đối tượng là những nam sinh tiểu học, trẻ hơn những người thuộc nhóm shōnen. Một vài ấn bản như Doraemon và Pokémon đã trở thành hiện tượng trong văn hóa Nhật Bản. Đây là một trong ít những ấn phẩm của Shogakukan sử dụng chữ furigana và sử dụng phổ biến dấu chấm câu trong các manga.
Tên gọi được bắt nguồn từ korokoro (ころころ) đại diện cho một thứ có hình cầu, béo, hay nhỏ nhắn, vì trẻ em thường hay thích những vật như vậy. Tạp chí được in trên A5, dày khoảng 6 cm (2¼ in), và thường dài hơn 800 trang, do vậy nó khá korokoro theo nghĩa đen.
Có hai tạp chí chị em: Bessatsu CoroCoro và CoroCoro Ichiban!. Tất cả đều xuất bản theo tháng.

## Lịch sử
Tạp chí khởi đầu vào năm 1977 như một tạp chí in truyện Doraemon, một trong những bộ truyện phổ biến nhất tại Nhật Bản. Trước đó Doraemon được ra theo tập ở 6 tạp chí của Shogakukan, mỗi tạp chí nhắm đến 6 khối học sinh tiểu học. CoroCoro Comic tập hợp những câu chuyện của Doraemon từ những tạp chí này.

## Sản phẩm liên quan
CoroCoro đều đặn xuất bản trò chơi và trò chơi điện tử liên quan đến những manga đặc quyền, ra mắt những câu chuyện và bài viết vầ chúng. Sự thành công to lớn của Pokémon tại Nhật Bản có được cũng một phần nhờ cách quảng bá này; những trò chơi Game Boy như Pocket Monsters: Blue lúc đầu đã được bán độc quyền chỉ qua tạp chí. Dĩ nhiên điều đó giúp nâng cao uy tín bán hàng của CoroCoro'. CoroCoro cũng thường cho ra những thông tin nguồn về một trò chơi hay phim Pokémon sắp ra mắt.
Những sản phẩm thành công khác gồm có:
- Xe điều khiển bằng sóng radio, Mini 4wd (với Tamiya)
- Famicom (NES), Super Famicom (SNES), và Game Boy (với Nintendo)
- Beyblade, B-Daman (với Takara)
- Bikkuriman (với Lotte)

## Manga

### Thập niên 1970
- Doraemon
- Game Center Arashi

### Thập niên 1980
- Bikkuriman
- Oyaji-chan
- Dodge Danpei
- Ganbare, Kickers

### Thập niên 1990
- Ape Escape
- Crash Bandicoot
- Donkey Kong
- Duel Masters
- Fatal Fury Special
- Kirby
- Bakusō Kyōdai Let's & Go!!
- Macross 7
- Ore wa Otoko da! Kunio-kun (manga based Nekketsu Kōha Kunio-kun)
- Pocket Monsters (Pokémon)
- Street Fighter II V
- Super B-Daman
- Cyborg Kuro-chan
- Speed Racer
- Super Mario-kun
- Tamagotchi
- Wataru
- Zoids

### Thập niên 2000
- Battle B-Daman
- Beyblade
- Bomberman Jetters
- Crash B-Daman
- Croket!
- Denjyarasu Jiisan
- Inazuma Eleven
- Jak x Daxter ~Itachi de Waruika!!~
- Mushiking
- Rockman EXE
- Pokémon Gold & Silver
- Pokémon Diamond & Pearl
- Ratchet & Clank - Gagaga! Ginga no Gakeppuchi Densetsu
- Ryusei no Rockman
- Sonic! Dash & Spin
- I'm Galileo!
- Kirby of the Stars
- Pokémon Platinum

## Đối thủ cạnh tranh
CoroCoro có vài đối thủ cạnh tranh trong lĩnh vực tạp chí cho thiếu nhi trong qua khứ, một trong số chúng là Comic Bom Bom, đã đóng cửa do doanh thu giảm sút. Những đối thủ cạnh tranh hiện tại gồm có Kerokero Ace và Pre-Comic Bunbun.